# RhB Ge 6/6 I
Die Ge 6/6 I ist eine Elektrolokomotivbaureihe der Rhätischen Bahn (RhB). Wegen ihrer Form und Konstruktion – sie ähneln den SBB-Krokodilen der Gotthardbahn – werden die C'C'-Lokomotiven von Eisenbahnfreunden auch Rhätisches Krokodil genannt, RhB-intern ist C-C die geläufige Bezeichnung.

## Geschichte
Die RhB beschaffte 1921 sechs Maschinen mit der Bezeichnung Ge 6/6 401 bis 406. Diese Anschaffung war nach der Elektrifizierung der Albulabahn im Jahre 1919 nötig geworden. Die Aufnahme des elektrischen Betriebes auf der Strecke Landquart–Davos erforderte ebenfalls neue Lokomotiven, die stärker als die bisher vorhandenen Ge 2/4 und Ge 4/6 waren. Das Lastenheft der RhB schrieb deshalb vor, dass die Lokomotiven auf 35 ‰ Steigung eine Anhängelast von 200 t und auf 45 ‰ Steigung 150 t Anhängelast, jeweils mit 30 km/h befördern sollte. Lieferfirmen waren SLM, BBC und MFO. Bis 1929 stellte die RhB insgesamt 15 Exemplare in Dienst, und zwar nach der ersten Lieferung von 1921 im Jahre 1922 die 407 bis 410, 1925 die 411 und 412 sowie 1929 die Ge 6/6 I 413 bis 415. Mit diesen neuen Fahrzeugen konnte die Gesellschaft die Dampflokomotiven auf dem Stammnetz endgültig ersetzen. Fortan bespannten sie schwere und hochwertige Züge, darunter auch den Glacier-Express.
Nach über 50 Jahren Dienst wurde erst 1974 die erste Maschine unfallbedingt ausrangiert. Bereits seit 1958 verdrängten die neueren Loks der Reihe Ge 6/6 II die Krokodile langsam in weniger anspruchsvolle Dienste. Die ab 1973 ausgelieferten Ge 4/4 II beschleunigten diesen Vorgang erheblich, so dass 1984 gleich sechs Loks ausrangiert wurden. Nachdem im Juni 2001 die Ge 6/6 I 411 nach einem Unfall abgestellt wurde – sie steht heute im Deutschen Museum München – sind nur noch die Nummern 414 und 415 betriebsbereit. Sie sind in Landquart und Samedan beheimatet. Lok 412 wurde 2006, anlässlich des 75-jährigen Jubiläums des Glacier-Express, passend zum Alpine Pullmann Classic, dunkelblau lackiert, aber bereits 2008 nach einem Getriebeschaden ausgeschlachtet und verschrottet.
Die Ge 6/6 I 407 steht in Bergün vor dem Bahnmuseum Albula und wurde mit einem Fahrsimulator ausgestattet.
Die Ge 6/6 I sind 13,3 m lang und wiegen 66 t. Ihre Nennleistung beträgt 794 kW, wobei sie eine Höchstgeschwindigkeit von 55 km/h entwickeln können.
Die 15 in Dienst gestellten Lokomotiven mit den Nummern 401–415 trugen und tragen keine Namen. Die unten aufgestellte Liste zeigt das Jahr der Inbetriebnahme und den Verbleib des Fahrzeuges. Sechs Fahrzeuge sind noch vorhanden, zwei davon sind noch immer als betriebsfähige Lokomotiven bei der Rhätischen Bahn im Einsatz. Neun Lokomotiven wurden bisher verschrottet: Nr. 401 nach einem Unfall im Jahre 1975, sechs weitere folgten nach der Ablieferung der zweiten Serie der Ge 4/4 II im Jahr 1984. Als vorerst letzte Maschinen wurden 413 und 412 in den Jahren 1996 und 2008 nach Getriebeschäden als Ersatzteilspender ausgeschlachtet und anschliessend verschrottet.

## Liste der Ge 6/6Ider Rhätischen Bahn
| Betriebsnummer | Inbetriebnahme | Ausrangierung | Verbleib |
| -------------- | -------------- | ------------- | --- |
| 401            | 30.06.1921     | 1974          | nach Unfall ausrangiert, Abbruch 1975 |
| 402            | 11.07.1921     | 1985          | Verkehrshaus der Schweiz, Luzern |
| 403            | 19.07.1921     | 1984          | Abbruch |
| 404            | 30.07.1921     | 1984          | Abbruch |
| 405            | 19.08.1921     | 1984          | Abbruch |
| 406            | 16.09.1921     | 1984          | Ausstellungsstück im BBC-Werk Oerlikon, 1999 Denkmal im ABB-Werk Pratteln, 2005 an das Bahnmuseum Kerzers/Kallnach abgegeben, 2015 äusserliche Aufarbeitung in Meiningen für Viessmann, Battenberg |
| 407            | 20.07.1922     | 1985          | an Schweizerische Bankgesellschaft Zürich, 1994 Denkmal am Bahnhof Bergün, seit 2011 vor dem Bahnmuseum Albula in Bergün (Eigentum Albula-Bahn-Club)                                               |
| 408            | 12.08.1922     | 1984          | Abbruch |
| 409            | 29.08.1922     | 1984          | Abbruch |
| 410            | 24.10.1922     | 1984          | Abbruch |
| 411            | 26.10.1925     | 2000          | nach Unfall ausrangiert, 2001 an Deutsches Museum München |
| 412            | 27.11.1925     | 2008          | nach Getriebeschaden ausrangiert, Abbruch 2008 |
| 413            | 17.06.1929     | 1993          | nach Getriebeschaden ausrangiert, Abbruch 1996 |
| 414            | 25.06.1929     | –             | Betriebsfähiges Museumsfahrzeug |
| 415            | 02.07.1929     | –             | Betriebsfähiges Museumsfahrzeug |

## Bilder

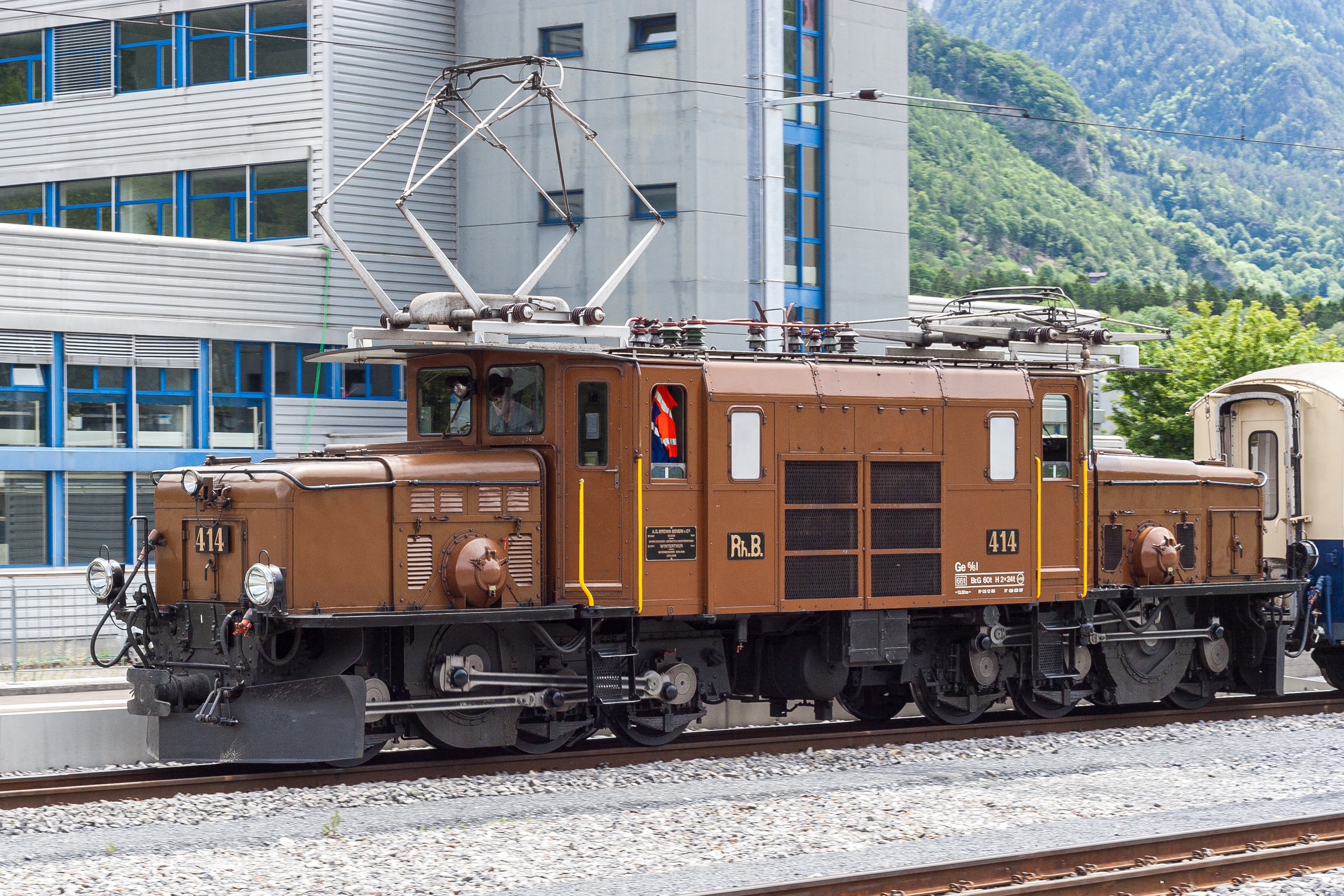
Ge 6/6 I 414 in Untervaz (25. Mai 2008)
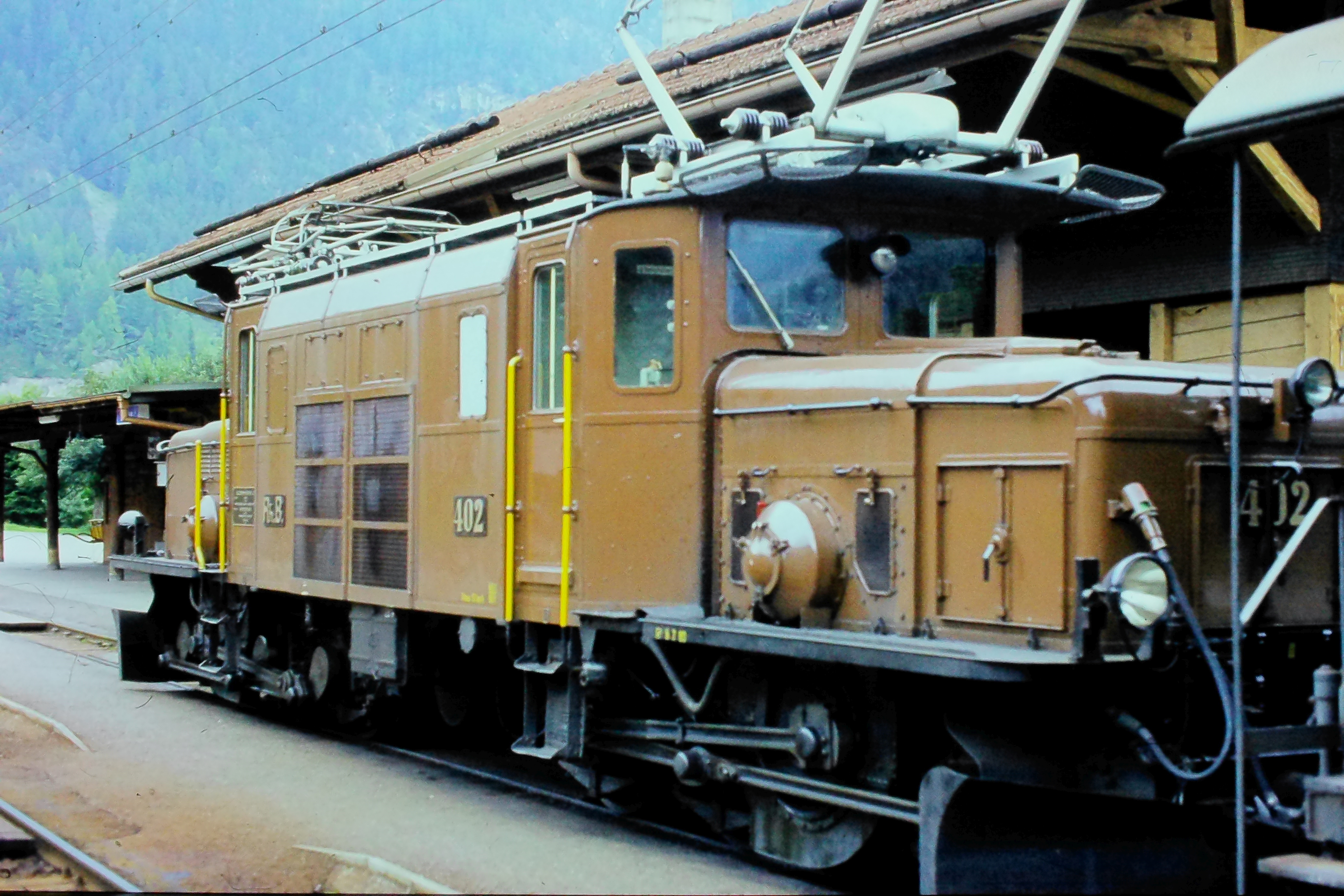
Ge 6/6 I 402 in Filisur (11. August 1981)
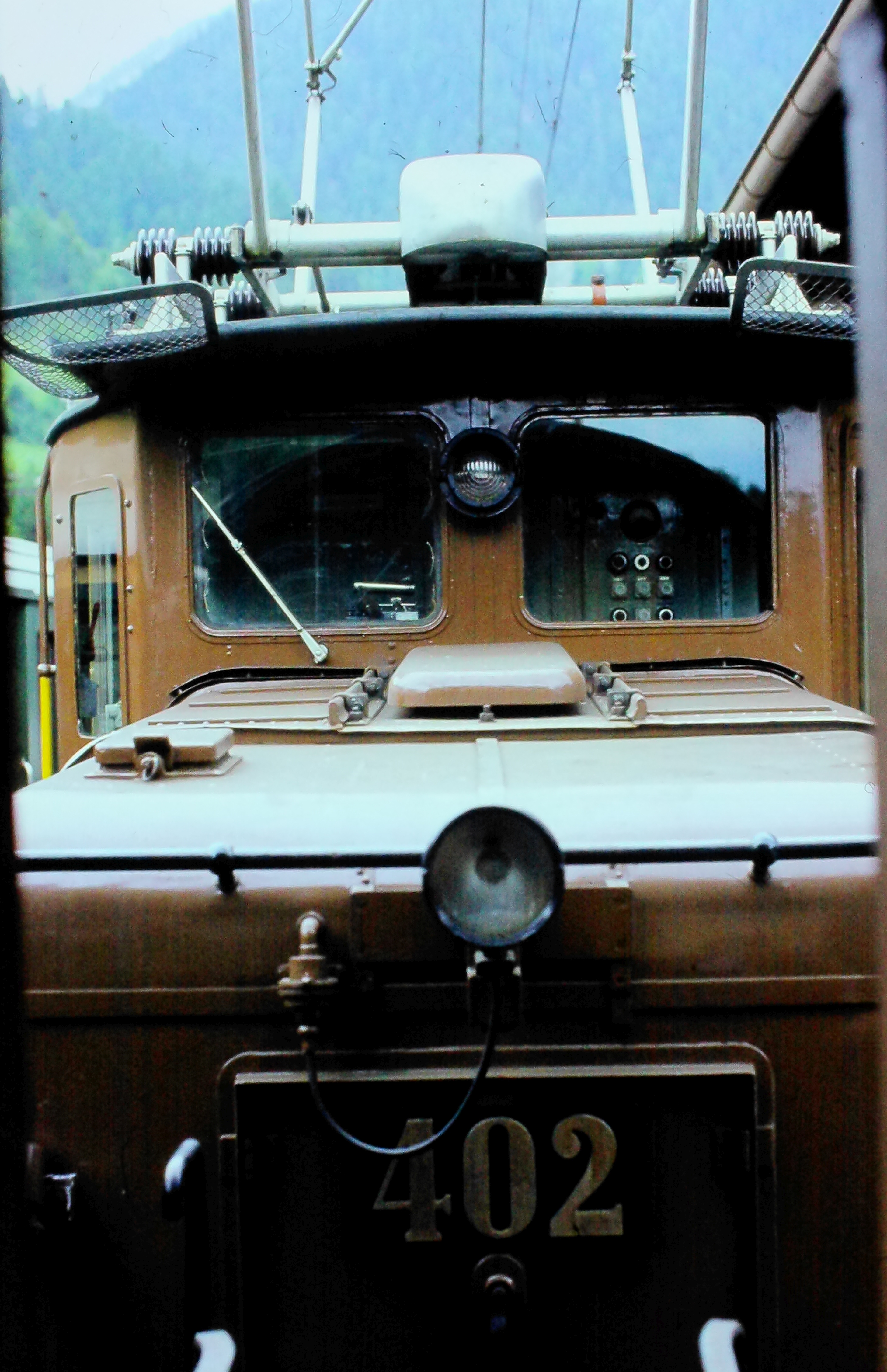
Ge 6/6 I 402 in Filisur (11. August 1981)
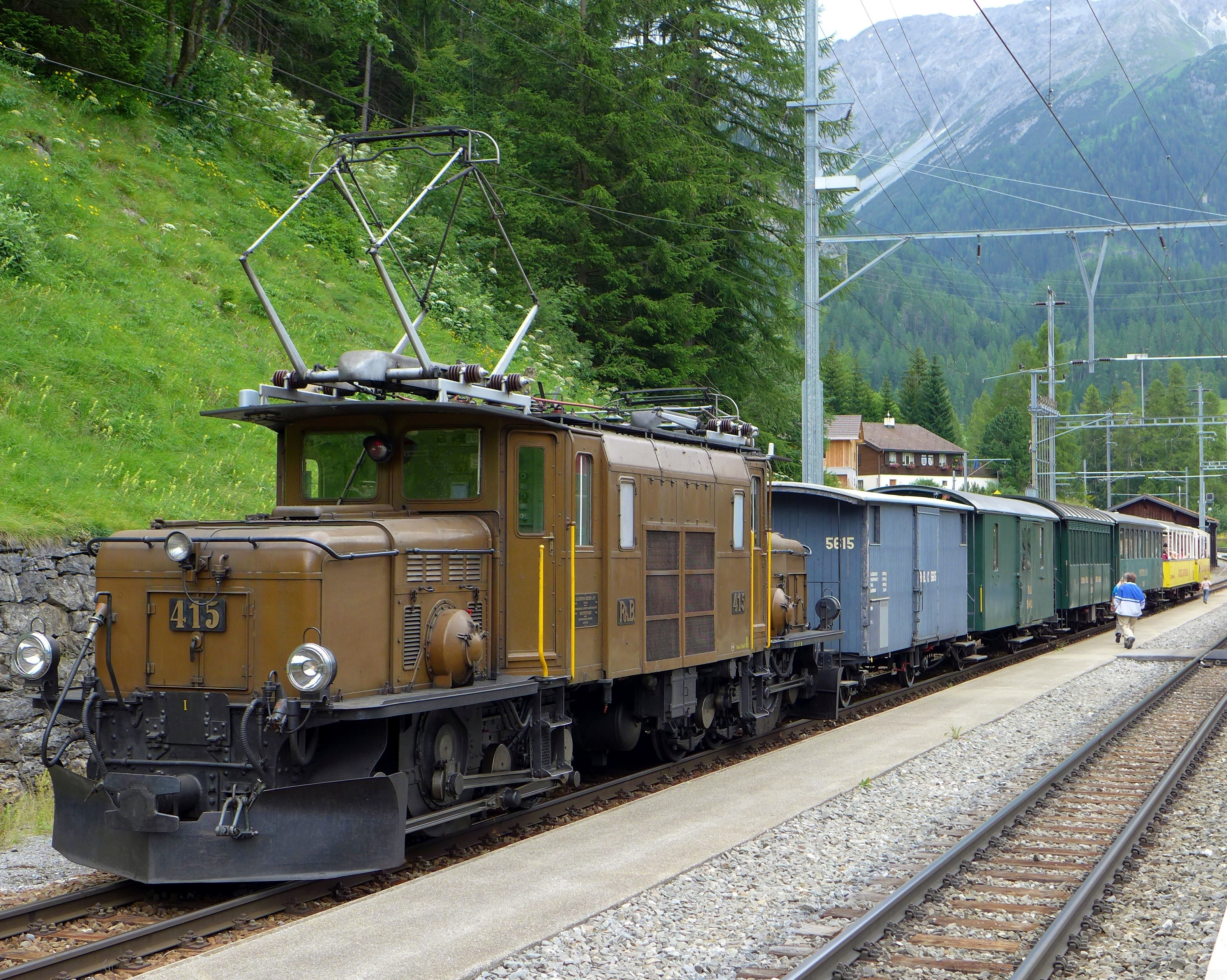
Ge 6/6 I 415, Bergün-Bravuogn, 2014 (04)
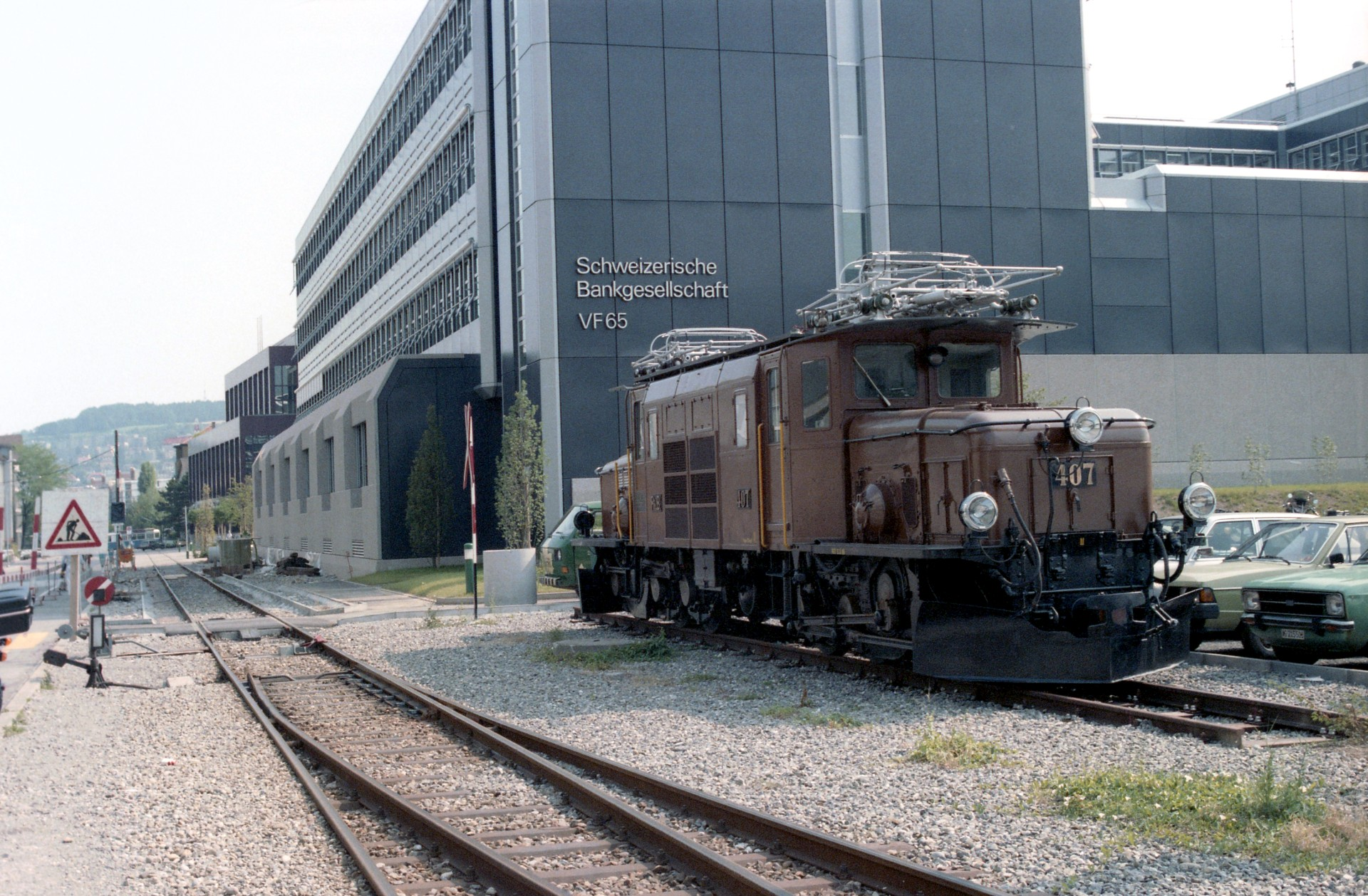
Ge 6/6 407 als Denkmal in Zürich Altstetten (30. Juli 1986)